# Jarkko Hurme
Jarkko Hurme (Oulu, 4 giugno 1986) è un ex calciatore finlandese, di ruolo difensore.

## Carriera

### Club
Comincia la carriera nell'OLS Oulu e nell'AC Oulu, squadre della sua città natale.  Trasferitosi al RoPS Rovaniemi, nella Veikkausliiga, la massima divisione del campionato di calcio finlandese, milita nel club nel 2004-2005 e totalizza 20 presenze. Acquistato dall'Udinese il 1º gennaio 2006, viene inserito nella squadra Primavera e non scende mai in campo con la formazione bianconera. Nell'estate 2007 è passato a titolo definitivo al Verona dove però non riesce a trovare molto spazio. Svincolatosi nell'estate 2009 è tornato in patria nella sua AC Oulu aiutandoli a vincere la Ykkönen. Dopo una stagione nella Veikkausliiga, massima categoria del calcio finlandese, sempre con la maglia dell'AC Oulu, nel 2011 si trasferisce al TPS, altra squadra finlandese militante nella massima serie. Il 18 novembre 2013, firma un contratto biennale con i norvegesi dell'Odd, valido a partire dal 1º gennaio successivo.

### Nazionale
Nazionale finlandese Under-21, ha partecipato al Campionato mondiale di calcio Under-17 del 2003.
Il 1º giugno 2012 debutta nella nazionale maggiore entrando al 62' al posto di Kari Arkivuo durante la gara di Coppa del Baltico contro Estonia.

## Palmarès

### Club
- Suomen Cup: 1

SJK: 2016

## Statistiche

### Presenze e reti nei club
| Stagione       | Squadra        | Campionato     | Campionato | Campionato | Coppe nazionali | Coppe nazionali | Coppe nazionali | Coppe europee | Coppe europee | Coppe europee | Altre coppe | Altre coppe | Altre coppe | Totale | Totale |
| Stagione       | Squadra        | Comp           | Pres       | Reti       | Comp            | Pres            | Reti            | Comp          | Pres          | Reti          | Comp        | Pres        | Reti        | Pres   | Reti   |
| -------------- | -------------- | -------------- | ---------- | ---------- | --------------- | --------------- | --------------- | ------------- | ------------- | ------------- | ----------- | ----------- | ----------- | ------ | ------ |
| 2004           | AC Oulu        | Y              | ?          | ?          | CF              | ?               | ?               | -             | -             | -             | -           | -           | -           | ?      | ?      |
| 2005           | RoPS           | VL             | 20         | 0          | CF              | ?               | ?               | -             | -             | -             | -           | -           | -           | ?      | ?      |
| 2005-2006      | Udinese        | A              | 0          | 0          | CI              | 0               | 0               | CL+CU         | 0             | 0             | -           | -           | -           | 0      | 0      |
| 2006-2007      | Udinese        | A              | 0          | 0          | CI              | 0               | 0               | -             | -             | -             | -           | -           | -           | 0      | 0      |
| Totale Udinese | Totale Udinese | Totale Udinese | 0          | 0          |                 | 0               | 0               |               | 0             | 0             |             | -           | -           | 0      | 0      |
| 2007-2008      | Verona         | C1             | 10         | 0          | CI-C            | 2               | 0               | -             | -             | -             | -           | -           | -           | 12     | 0      |
| 2008-2009      | Verona         | PD             | 0          | 0          | CI-LP           | 2               | 0               | -             | -             | -             | -           | -           | -           | 2      | 0      |
| Totale Verona  | Totale Verona  | Totale Verona  | 10         | 0          |                 | 4               | 0               |               | -             | -             |             | -           | -           | 14     | 0      |
| 2009           | AC Oulu        | Y              | 9          | 0          | CF              | ?               | ?               | -             | -             | -             | -           | -           | -           | ?      | ?      |
| 2010           | AC Oulu        | VL             | 33         | 0          | CF              | ?               | ?               | -             | -             | -             | -           | -           | -           | ?      | ?      |
| Totale AC Oulu | Totale AC Oulu | Totale AC Oulu | 42         | 0          |                 | ?               | ?               |               | -             | -             |             | -           | -           | ?      | ?      |
| 2011           | TPS            | VL             | 30         | 1          | CF              | ?               | ?               | -             | -             | -             | -           | -           | -           | ?      | ?      |
| 2012           | TPS            | VL             | 27         | 0          | CF              | ?               | ?               | -             | -             | -             | -           | -           | -           | ?      | ?      |
| 2013           | TPS            | VL             | 24         | 0          | CF              | ?               | ?               | -             | -             | -             | -           | -           | -           | ?      | ?      |
| Totale TPS     | Totale TPS     | Totale TPS     | 81         | 1          |                 | ?               | ?               |               | -             | -             |             | -           | -           | ?      | ?      |
| 2014           | Odd            | ES             | 13         | 1          | CN              | 6               | 0               | -             | -             | -             | -           | -           | -           | 19     | 1      |
| 2015           | Odd            | ES             | 2          | 0          | CN              | 2               | 0               | UEL           | 1             | 0             | -           | -           | -           | 5      | 0      |
| Totale Odd     | Totale Odd     | Totale Odd     | 15         | 1          |                 | 8               | 0               |               | 1             | 0             |             | -           | -           | 24     | 1      |
| 2016           | SJK            | VL             | 0          | 0          | CF+CdL          | 0               | 0               | UCL           | 0             | 0             | -           | -           | -           | 0      | 0      |
| Totale         | Totale         | Totale         | 157        | 2          |                 | 12              | 0               |               | 1             | 0             |             |             |             | 170    | 2      |

### Cronologia presenze e reti in Nazionale
| Cronologia completa delle presenze e delle reti in nazionale ― Finlandia | Cronologia completa delle presenze e delle reti in nazionale ― Finlandia | Cronologia completa delle presenze e delle reti in nazionale ― Finlandia | Cronologia completa delle presenze e delle reti in nazionale ― Finlandia | Cronologia completa delle presenze e delle reti in nazionale ― Finlandia | Cronologia completa delle presenze e delle reti in nazionale ― Finlandia | Cronologia completa delle presenze e delle reti in nazionale ― Finlandia | Cronologia completa delle presenze e delle reti in nazionale ― Finlandia |
| Data                                                                     | Città                                                                    | In casa                                                                  | Risultato                                                                | Ospiti                                                                   | Competizione                                                             | Reti                                                                     | Note                                                                     |
| ------------------------------------------------------------------------ | ------------------------------------------------------------------------ | ------------------------------------------------------------------------ | ------------------------------------------------------------------------ | ------------------------------------------------------------------------ | ------------------------------------------------------------------------ | ------------------------------------------------------------------------ | ------------------------------------------------------------------------ |
| 1-6-2012                                                                 | Tartu                                                                    | Estonia                                                                  | 1 – 2                                                                    | Finlandia                                                                | Coppa del Baltico 2012                                                   | -                                                                        | 62’                                                                      |
| 3-6-2012                                                                 | Võru                                                                     | Lettonia                                                                 | 1 – 1 dts (5 – 6 dtr)                                                    | Finlandia                                                                | Coppa del Baltico 2012                                                   | -                                                                        | 57’                                                                      |
| 23-1-2013                                                                | Chiang Mai                                                               | Thailandia                                                               | 1 – 3                                                                    | Finlandia                                                                | King's Cup 2013                                                          | -                                                                        | 75’                                                                      |
| 6-2-2013                                                                 | Netanya                                                                  | Israele                                                                  | 2 – 1                                                                    | Finlandia                                                                | Amichevole                                                               | -                                                                        | 90+5’                                                                    |
| 7-6-2013                                                                 | Helsinki                                                                 | Finlandia                                                                | 1 – 0                                                                    | Bielorussia                                                              | Qual. Mondiali 2014                                                      | -                                                                        | 53’                                                                      |
| 11-6-2013                                                                | Homel'                                                                   | Bielorussia                                                              | 1 – 1                                                                    | Finlandia                                                                | Qual. Mondiali 2014                                                      | -                                                                        | 71’                                                                      |
| 31-10-2013                                                               | Miami                                                                    | Messico                                                                  | 4 – 2                                                                    | Finlandia                                                                | Amichevole                                                               | 1                                                                        | 11’ 62’                                                                  |
| 29-5-2014                                                                | Ventspils                                                                | Finlandia                                                                | 0 – 1                                                                    | Lituania                                                                 | Amichevole                                                               | -                                                                        |                                                                          |
| 31-5-2014                                                                | Ventspils                                                                | Finlandia                                                                | 2 – 0                                                                    | Estonia                                                                  | Amichevole                                                               | -                                                                        |                                                                          |
| 11-10-2014                                                               | Helsinki                                                                 | Finlandia                                                                | 1 – 1                                                                    | Grecia                                                                   | Qual. Euro 2016                                                          | 1                                                                        |                                                                          |
| 14-10-2014                                                               | Helsinki                                                                 | Finlandia                                                                | 0 – 2                                                                    | Romania                                                                  | Qual. Euro 2016                                                          | -                                                                        |                                                                          |
| 14-11-2014                                                               | Budapest                                                                 | Ungheria                                                                 | 1 – 0                                                                    | Finlandia                                                                | Qual. Euro 2016                                                          | -                                                                        | 54’                                                                      |
| 10-1-2016                                                                | Abu Dhabi                                                                | Svezia                                                                   | 3 – 0                                                                    | Finlandia                                                                | Amichevole                                                               | -                                                                        | 46’                                                                      |
| Totale                                                                   |                                                                          | Presenze                                                                 | 13                                                                       |                                                                          | Reti                                                                     | 2                                                                        |                                                                          |